# Écaillon
Écaillon és un municipi francès, situat a la regió dels Alts de França, al departament del Nord. L'any 2006 tenia 5.018 habitants. Limita al nord amb Pecquencourt, al nord-est amb Bruille-lez-Marchiennes, al sud-est amb Auberchicourt, i a l'oest amb Masny.

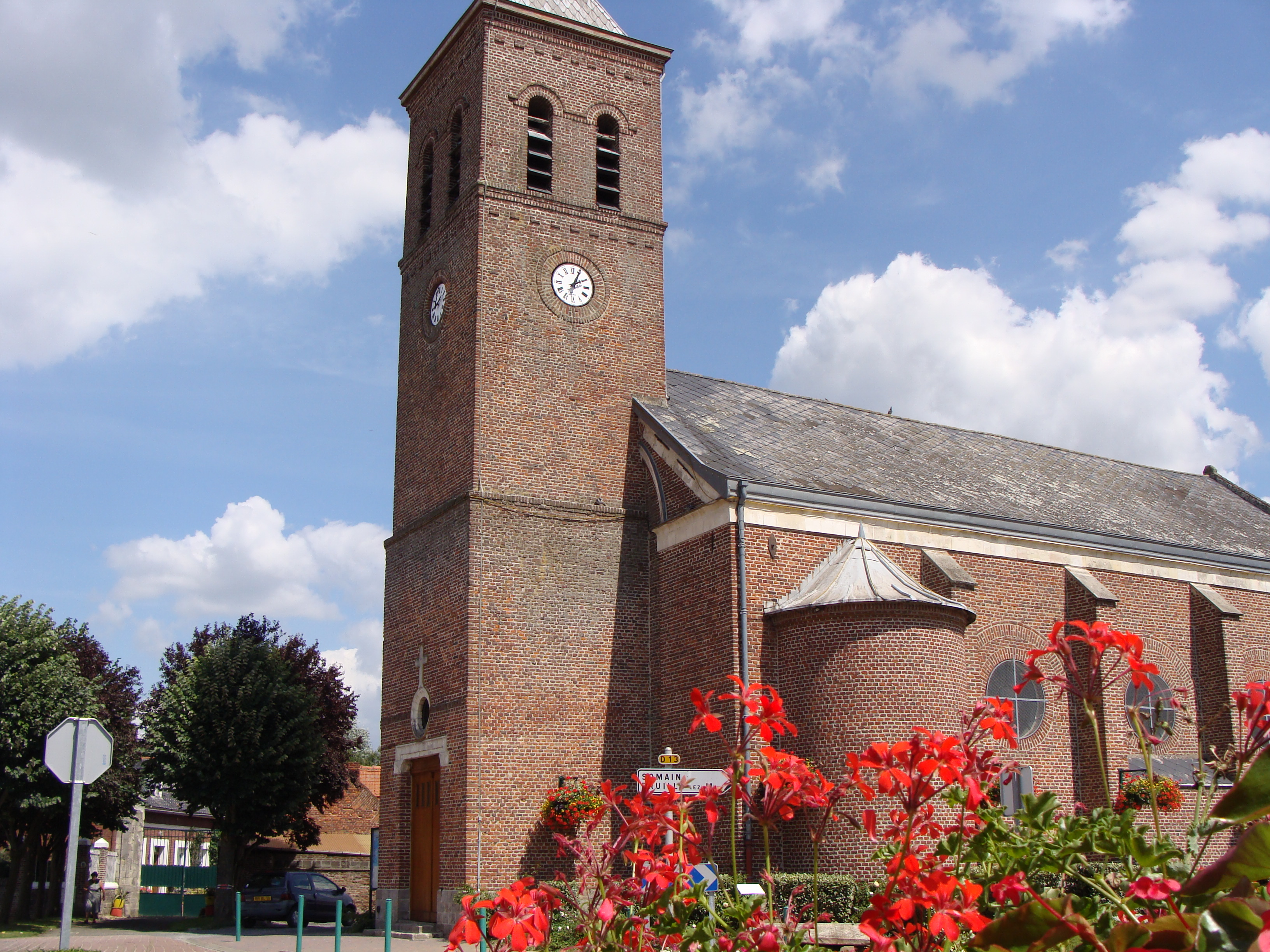
l'église d'Écaillon Photo:Serge Ottaviani

## Demografia
| 5.974                                      | 2243  | 2102  | 1844  | 1566  | 1419  | 1 350 |
| 1.717                                      | 1.644 | 1.544 | 1.825 | 2.007 | 2.004 | 2.043 |
| Des de 1962: població sense dobles comptes |       |       |       |       |       |       |

## Administració
| Període | Identitat     | Partit |
| ------- | ------------- | ------ |
| 2001-   | Pierre Dubois |        |